# Lycosa mordax
Lycosa mordax là một loài nhện trong họ Lycosidae.
Loài này thuộc chi Lycosa. Lycosa mordax được Charles Athanase Walckenaer miêu tả năm 1837.